# Айдарлинський сільський округ (Жамбильський район)
Айдарли́нський сільський округ (каз. Айдарлы ауылдық округі, рос. Айдарлинский сельский округ) — адміністративна одиниця у складі Жамбильського району Алматинської області Казахстану. Адміністративний центр та єдиний населений пункт — село Айдарли.
Населення — 855 осіб (2021; 1251 у 2009, 1246 у 1999, 2003 у 1989).
Станом на 1989 рік існувала Айдарлинська сільська рада (село Айдарли) колишнього Куртинського району.

## Склад
До складу округу входять такі населені пункти:
| Населений пункт  | Стара назва | Населення, осіб (1989) | Населення, осіб (1999) | Населення, осіб (2009) | Населення, осіб (2021) |
| ---------------- | ----------- | ---------------------- | ---------------------- | ---------------------- | ---------------------- |
| Айдарли, село    | -           | 2003                   | 1212                   | 1251                   | 855                    |
| Шилібастау, село | -           | -                      | 34                     | -                      | -                      |